# Szergej Vlagyimirovics Guszev
Szergej Vlagyimirovics Guszev (oroszul:Сергей Владимирович Гусев), (Szovjetunió, Nyizsnyij Tagil, 1975. július 31. –) világbajnoki ezüstérmes orosz jégkorongozó.

## Karrier
Karrierjét Oroszországban, Szamarában kezdte, majd az 1995-ös NHL-drafton a Dallas Stars választotta ki őt a harmadik kör 69. helyén. A draft után három szezont az IHL-es Michigan K-Wingsben játszott és a harmadik idényben felkerült az NHL-be kilenc mérkőzésre, amelyeken nem szerzett pontot. Megint a michigani csapathoz került de ismét felhívták az NHL-be 22 mérkőzésre és megszerezte első gólját. Szezon közben a Tampa Bay Lightninghoz igazolt három idényre. 2001-ben az IHL-es Detroit Vipersbe szerepelt. Közben elszenvedett egy súlyos térdsérülést is mely lerövidítette a mérkőzések számát ebben a szezonban. 2001–2002 óta hazája bajnokságában játszik. Három szezon a Cserepovec Szeversztalnál, kettő a Omszk Avangardban és 2006 és 2011 között a Szentpétervár SZKA-ban játszott a KHL-ben. 2011-ben átigazolt a szintén KHL-es Omszk Avangardba, mely az előző csapata volt.

## Nemzetközi szereplés
Első válogatottbeli szereplésére az 1995-ös U20-as jégkorong-világbajnokságon került sor, ahol ezüstérmes lett. Legközelebb a 2002-es IIHF jégkorong-világbajnokságon került be a válogatott keretbe, ahol ismét ezüstérems lett. A 2003-as IIHF jégkorong-világbajnokságra ismét a beválasztották a világbajnoki keretbe, de a csapat csak az ötödik lett. Utolsó világversenye a 2005-ös IIHF jégkorong-világbajnokság volt, amikor is bronzérmes lett az orosz válogatottal.

## Karrier statisztika

### Klubcsapat
| 1994–1995        | CSK VVS Szamara        | IHL (Or)         | 50  | 3  | 5  | 8  | 58  | —  | — | — | —  | —  |
| 1995–1996        | Michigan K-Wings       | IHL              | 73  | 11 | 17 | 28 | 76  | —  | — | — | —  | —  |
| 1996–1997        | Michigan K-Wings       | IHL              | 51  | 7  | 8  | 15 | 44  | 4  | 0 | 4 | 4  | 6  |
| 1997–1998        | Dallas Stars           | NHL              | 9   | 0  | 0  | 0  | 2   | —  | — | — | —  | —  |
| 1997–1998        | Michigan K-Wings       | IHL              | 36  | 3  | 6  | 9  | 36  | 4  | 0 | 2 | 2  | 6  |
| 1998–1999        | Dallas Stars           | NHL              | 22  | 1  | 4  | 5  | 6   | —  | — | — | —  | —  |
| 1998–1999        | Michigan K-Wings       | IHL              | 12  | 0  | 6  | 6  | 14  | —  | — | — | —  | —  |
| 1998–1999        | Tampa Bay Lightning    | NHL              | 14  | 0  | 3  | 3  | 10  | —  | — | — | —  | —  |
| 1999–2000        | Tampa Bay Lightning    | NHL              | 28  | 2  | 3  | 5  | 6   | —  | — | — | —  | —  |
| 2000–2001        | Tampa Bay Lightning    | NHL              | 16  | 1  | 0  | 1  | 10  | —  | — | — | —  | —  |
| 2000–2001        | Detroit Vipers         | IHL              | 13  | 1  | 4  | 5  | 10  | —  | — | — | —  | —  |
| 2001–2002        | Cserepovec Szeversztal | OSzL             | 41  | 4  | 9  | 13 | 26  | 4  | 0 | 0 | 0  | 6  |
| 2002–2003        | Cserepovec Szeversztal | OSzL             | 46  | 3  | 9  | 12 | 28  | 12 | 1 | 1 | 2  | 6  |
| 2003–2004        | Cserepovec Szeversztal | OSzL             | 46  | 2  | 9  | 11 | 52  | —  | — | — | —  | —  |
| 2004–2005        | Omszk Avangard         | OSzL             | 60  | 2  | 10 | 12 | 44  | 11 | 0 | 1 | 1  | 14 |
| 2005–2006        | Omszk Avangard         | OSzL             | 46  | 7  | 8  | 15 | 42  | 13 | 1 | 4 | 5  | 12 |
| 2006–2007        | SZKA Szentpétervár     | OSzL             | 39  | 3  | 8  | 11 | 54  | 3  | 0 | 0 | 0  | 6  |
| 2007–2008        | SZKA Szentpétervár     | OSzL             | 20  | 1  | 4  | 5  | 12  | 7  | 0 | 3 | 3  | 6  |
| 2008–2009        | SZKA Szentpétervár     | KHL              | 50  | 4  | 12 | 16 | 46  | 3  | 0 | 0 | 0  | 2  |
| 2009–2010        | SZKA Szentpétervár     | KHL              | 36  | 2  | 4  | 6  | 30  | 4  | 0 | 0 | 0  | 0  |
| 2010–2011        | SZKA Szentpétervár     | KHL              | 49  | 3  | 6  | 9  | 40  | 6  | 0 | 1 | 1  | 2  |
| NHL Összesített  | NHL Összesített        | NHL Összesített  | 89  | 4  | 10 | 14 | 34  | —  | — | — | —  | —  |
| IHL Összesített  | IHL Összesített        | IHL Összesített  | 185 | 22 | 41 | 63 | 180 | 8  | 0 | 6 | 6  | 12 |
| OSzL Összesített | OSzL Összesített       | OSzL Összesített | 191 | 22 | 57 | 79 | 256 | 45 | 5 | 6 | 11 | 44 |
| KHL Összesített  | KHL Összesített        | KHL Összesített  | 135 | 9  | 22 | 31 | 116 | 13 | 0 | 1 | 1  | 4  |

### Nemzetközi statisztika
| Év                  | Csapat              | Esemény               | Eredmény            |    | MSz | G | A | P | B |
| ------------------- | ------------------- | --------------------- | ------------------- | -- | --- | - | - | - | - |
| 1995                | Oroszország         | U20-as világbajnokság | Ezüstérem           | 7  | 1   | 3 | 4 | 4 |   |
| 2002                | Oroszország         | Világbajnokság\|      | Ezüstérem           | 3  | 0   | 0 | 0 | 0 |   |
| 2003                | Oroszország         | Világbajnokság        | 5. hely             | 7  | 0   | 2 | 2 | 0 |   |
| 2005                | Oroszország         | Világbajnokság        | Bronzérem           | 8  | 1   | 0 | 1 | 2 |   |
| Felnőtt Összesített | Felnőtt Összesített | Felnőtt Összesített   | Felnőtt Összesített | 18 | 1   | 2 | 3 | 2 |   |

## Díjai
- U20-as világbajnoki ezüstérem: 1995
- Világbajnoki ezüstérem: 2002
- Világbajnoki bronzérem: 2005